# Kvävefixering

Växtens fotosyntes ger näring till bakterier som införlivar kväve från luften i föreningar som kan användas av växten.

Kvävefixering är förmågan hos en organism att binda kvävgas, gasformigt kväve. Kväve är ett näringsämne som alla organismer behöver för att fungera, men det är bara kvävefixerarna som kan ta kvävet direkt från luften. Kvävefixerande organismer finns både på land och i vatten. 

## Kvävefixering i sjöar och hav
De organismer som kan fixera kväve i sjöar och hav är framför allt vissa arter av cyanobakterier. Dessa arter är alltså inte beroende av mänskliga kväveutsläpp, utan är självförsörjande på kväve. De gynnas av varmt väder, höga fosforhalter och låga kvävehalter, då de har stora konkurrensfördelar jämfört med andra arter.
Kvävefixerande cyanobakterier trivs dock inte under alla sådana förhållanden. Vid vissa salthalter och vid brist på bl.a. järn verkar de inte blomma.
Hur mycket kväve som fixeras vid olika förhållanden är en fråga som det tvistas om inom forskningen. Svaret på den frågan påverkar frågan om vi behöver rena kväve, fosfor eller båda delar när det gäller utsläpp till sjöar och kustområden.
Den rådande övertygelsen har länge varit att kvävefixeringen är viktigare för sjöar än för hav. Därför anses fosforrening vara särskilt viktigt i sjöar. Kväverening anses vara viktigt för haven. Utsläppen till "halvsalta" bräckvattenhav som Östersjön renas i många fall på både kväve och fosfor.

## Kvävefixering på land
Även om vissa kvävefixerande cyanobakterier trivs på land, är det främst andra bakterier som i symbios med vissa kärlväxter kan fixera kväve. Hit räknas bl.a. Rhizobium (som lever i symbios med ärtväxter) och Frankia (som lever i symbios med Alar). Utan värdväxter lever dessa bakterier saprofytiskt. Dessutom kommer en del kväveoxider med nederbörd från luften efter blixturladdningar.